# Solenanthus eriocalycinus
Solenanthus eriocalycinus är en strävbladig växtart som beskrevs av Pierre Edmond Boissier och Buhse. Solenanthus eriocalycinus ingår i släktet Solenanthus och familjen strävbladiga växter. Inga underarter finns listade i Catalogue of Life.